# دو تپه او شعبانی
دو تپه او شعبانی مربوط به سده‌های اولیه دوران‌های تاریخی پس از اسلام است و در شهرستان مرودشت، بخش مرکزی، دهستان رودبال، ۱ کم غرب روستای اوشعبانی واقع شده و این اثر در تاریخ ۳۰ بهمن ۱۳۸۶ با شمارهٔ ثبت ۲۰۸۱۷ به‌عنوان یکی از آثار ملی ایران به ثبت رسیده است.